# Imerowigli
Imerowigli (gr. Ημεροβίγλι) – wieś w północnej części wyspy Santoryn w archipelagu Cyklad w gminie Thira, Grecja.

## Atrakcje turystyczne
- kościół Panagia Malteza z pięknie zdobionym drewnianym ikonostasem i ikoną Maryi;
- ruiny XIII-wiecznego zamku Skaros, najstarszego na wyspie[1].